# Henri de Massué

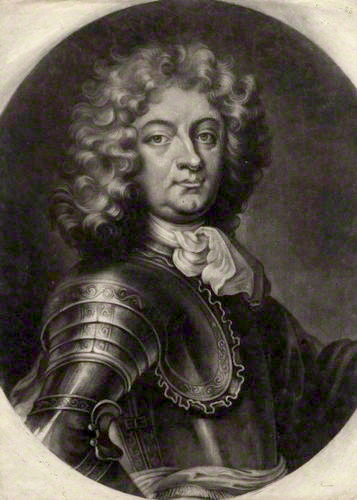
Henri de Massué, Marquis de Ruvigny, 1er comte de Galway, gravure de John Simon.

Henri de Massué, (également écrit Massue) marquis de Ruvigny, vicomte puis comte de Galway, né le 9 avril 1648 à Paris et mort le 3 septembre 1720 à Stratton Park (Angleterre), est un noble huguenot français.
Il est le fils du premier marquis de Ruvigny, militaire et « Député Général de la Religion Prétendue Réformée », qui effectue plusieurs missions diplomatiques en Angleterre pour le compte du roi Louis XIV entre 1653 et 1678. La sœur de Henri, premier marquis de Ruvigny, Rachel de Maisonfort, avait épousé Thomas Wriothesley, quatrième comte de Southampton, en 1634. Grâce au réseau de ce fidèle de Charles Ier, et à son propre sens politique, le premier marquis satisfait Louis XIV par ses services. La faveur paternelle rejaillit sur ses fils, Henri et Pierre de la Caillemotte, tous deux officiers, auxquels le roi octroie des brevets de pensions. Tous deux sont sous la protection de Turenne, qui est un ami de la famille.
En 1653, Louis XIV avait désigné le premier marquis de Ruvigny représentant unique des protestants, confession habituellement représentée par deux candidats proposés par le consistoire . Ce rôle d'interface nécessite de trouver un équilibre entre le respect qu'il porte à ses coreligionnaires et la loyauté due à un souverain qui durcit au cours de son règne sa politique vis-à-vis des Protestants. A partir de la fin des années 1670, le père associe son aîné, Henri, à sa mission de Député Général.
Le rôle des Ruvigny dans la lutte contre la déconsidération des huguenots et leur conversion forcée, est en dessous des attentes de beaucoup de leurs coreligionnaires qui sont prêts à la lutte armée pour défendre leurs intérêts. Ce sont peut-être les marques de la proximité des Ruvigny avec une certaine vision du calvinisme qui prône la résistance passive en insistant sur le fait que les sujets d’un roi n’ont pas le droit à la rébellion contre leur prince. Cela n’empêche pas Ruvigny de défendre les intérêts huguenots en intervenant personnellement auprès du roi pour prédire un exode massif et tenter de limiter la violence envers eux. Il demande par exemple en 1682 à Madame de Maintenon de prier son frère, gouverneur du Poitou, de faire cesser les persécutions contre les protestants. Il condamne d'un autre côté les révoltes protestantes de 1683.
Le père associe également son aîné à ses missions diplomatiques auprès de la monarchie anglaise. Il ne s'agit pas de remplir le rôle d'ambassadeur officiel, mais plutôt de s'introduire dans les milieux d'influence, de sonder les opinions et de faire valoir les intérêts du roi de France auprès des parlementaires. Grâce à leurs visites fréquentes en Angleterre, qui leur ont permis de s'introduire dans la société anglaise, et à leur amitié avec leur nièce et cousine, Lady Rachel, qui a épousé en 1669, Lord Russell, un whig influent, leur présence sait peser dans les esprits. Henri fils se rend de nouveau en Angleterre à la demande de Louis XIV, en 1678, seul cette fois. Toute la famille obtient des lettres de naturalisation anglaise en 1680. En 1683 cependant, leur position politique en Angleterre se fragilise lorsqu'à la suite du Rye House Plot, le mari de Lady Russell est exécuté.
En 1685, au moment de la Révocation de l'Edit de Nantes, le roi Louis XIV récompense la fidélité et la loyauté des Ruvigny en permettant qu'ils demeurent en France et qu'ils jouissent de leurs terres de Ruvigny, d'Esves, de la Caillemotte, de Reineval sans obligation de se convertir. Malgré cette faveur extraordinaire, les Ruvigny choisissent de s'exiler en Angleterre. Ils habitent d'abord dans la maison de la Reine à Greenwich où ils rassemblent autour d'eux une petite communauté de huguenots. Le frère de Henri de Ruvigny, Pierre de la Caillemotte, s'engage aux côtés de Guillaume d'Orange qui débarque en Angleterre en 1688, dans l'objectif de s'emparer de la couronne d'Angleterre de son beau-père, le roi Jacques II. Caillemotte meurt lors de la bataille de la Boyne en 1690. C'est sa mort qui aurait décidé son frère à s'engager militairement dans la cause orangiste que sa famille avait déjà embrassée. Son engagement scelle la perte de ses terres françaises puisque Louis XIV soutient la cause des catholiques jacobites.
En juillet 1691, il s'illustre à la bataille d'Aughrim, et en 1692, il est un temps chef d'état-major en Irlande. En novembre de la même année il est fait « vicomte Galway » et « Baron Portarlington », et reçoit une part importante des fiefs confisqués par la couronne anglaise en Irlande. En 1693, il prend part à la Bataille de Neerwinden où il est blessé puis capturé. En 1694, avec le grade de lieutenant-général, il commande le corps expéditionnaire britannique chargé de soutenir le duc de Savoie contre les Français et de porter secours aux Vaudois. Le revirement du duc de Savoie en 1695 provoque la neutralisation de la péninsule italienne, forçant Henri de Massué à replier ses troupes aux Provinces-Unies. De 1697 à 1701, période critique de l'histoire irlandaise, le comte de Galway (il avait été promu à ce rang en 1697) est pratiquement gouverneur de l'île en tant que Lord Chief Justice of Ireland. Après quelques années de retrait des affaires, la couronne lui demande en 1704 de diriger les forces alliées au Portugal, mission qu'il assure avec succès jusqu'à la bataille d'Almansa en 1707 où il subit une défaite décisive contre le duc de Berwick. Son aide de camp est Hector François Chataigner de Cramahé, gendre de Jacques de Belrieu, baron de Virazel.
Henri de Massué lève une nouvelle armée et, bien qu'infirme, est reconduit comme généralissime par le gouvernement. Il mène encore une campagne militaire, où il s'illustre par sa bravoure, puis se retire du service actif. Il sert encore en 1715 comme procureur général d'Irlande après l'insurrection des Jacobites. La plupart de ses terres d'Irlande ayant été restituées à leurs anciens propriétaires, et ses possessions françaises ayant été depuis longtemps confisquées, le parlement lui octroie une pension annuelle de 1 500 livres.
Il est l'un des premiers gouverneurs de l'Hôpital français (La Providence), dont la mission est de secourir et de soigner les huguenots français malades.
Il finit ses jours dans la propriété de Rookley, sans descendance, près de sa cousine Lady Russell à qui il lègue ses biens par testament.